# Jasin Redżalari
Jasin Redżalari (maced. Јасин Реџелари; 10 sierpnia 1992) – macedoński zapaśnik walczący w stylu wolnym. Zajął siedemnaste miejsce na mistrzostwach świata w 2014. Ósmy na mistrzostwach Europy w 2014. Ósmy na igrzyskach europejskich w 2015. Brązowy medalista igrzysk śródziemnomorskich w 2013. Mistrz śródziemnomorski w 2014 roku.